# Mathis Emy6
La Emy6 (o Emy-6, o Emysix) era una vasta famiglia di autovetture comprendente più fasce di mercato e prodotta tra il 1927 ed il 1934 dalla Casa automobilistica francese Mathis.

## Profilo
Quella della Emy-6 era effettivamente una famiglia assai vasta, che andava ad abbracciare la fascia medio-alta, la fascia alta e la fascia di lusso. Ciò volle dire che la Emy-6 incontrò una concorrenza enorme, sia da parte delle altre marche francesi, sia anche da parte di altre marche europee.
In ogni caso, la Emy-6 si fece valere e seppe vendere abbastanza bene.
Anche le carrozzerie disponibili erano molteplici e permettevano diverse configurazioni.
Durante l'arco della loro produzione, le Emy-6 furono suddivise in varie serie, ed incontrarono via via successive evoluzioni.

### Serie SMY
Lanciata nel 1927, la Serie SMY costituì il trampolino di lancio della grande famiglia Emy-6. La Serie SMY era costituita da modelli di fascia alta e medio-alta, in ogni caso non oltre i due litri di cilindrata. Fu chiamata a raccogliere il testimone della Type LH. I vari modelli della Serie SMY utilizzavano tre telai differenti, aventi diverse caratteristiche. Vi era il telaio standard, caratterizzato da un passo di 2.85 m, quello corto dal passo di 2,65 m e quello ribassato, derivato dal normale telaio standard.
Anche le varianti di carrozzeria erano diverse: la Serie SMY era infatti disponibile come torpedo, coach, cabriolet e come coupé, quest'ultima versione denominata faux-cabriolet (falso cabriolet) per via del fatto che il tetto ed il padiglione riprendevano la linea della capote chiusa delle versioni cabriolet.
La Serie SMY era disponibile in 4 motorizzazioni:
- 1.7: era la motorizzazione minore, e consisteva in un 6 cilindri in linea da 1696 cm³. La testata era sdoppiata, nel senso che vi erano in realtà due "semi-testate" ognuna delle quali andava a sormontare tre cilindri. La distribuzione era a valvole laterali. La potenza massima era di 38 CV. La trasmissione prevedeva una frizione monodisco a secco ed un cambio a 4 marce.
- 1.8: aveva le stesse caratteristiche del motore da 1.7 litri, salvo la cilindrata, salita a 1829 cm³. Anche la potenza massima era rimasta invariata, a tutto vantaggio della coppia massima, disponibile a regimi più bassi.
- 2.0: vi furono due motorizzazioni da due litri. La prima aveva una cilindrata di 1991 cm³, e poteva essere a due "semi-testate" separabili, una ogni tre cilindri, oppure a testata unica. La seconda motorizzazione da due litri aveva una cilindrata di 1954 cm³ ed era unicamente a testata singola. La distribuzione e la trasmissione ricalcavano le versioni minori.

La velocità massima raggiungibile dai modelli della Serie SMY variava in funzione della motorizzazione e del tipo di carrozzeria. Era compreso infatti tra i 75 ed i 110 km/h.

La Serie SMY fu tolta di produzione nel 1930 e fu sostituita per breve tempo dalla Type PYS.

### Serie SGM
Anche la Serie SGM fu introdotta nel 1927, e fu prodotta in affiancamento alla Serie SMY, della quale volle proporsi come una versione a passo lungo. La Serie SGM utilizzava infatti un telaio da 2,95 m di passo, a tutto vantaggio dell'abitabilità interna. La gamma era molto meno varia rispetto a quella della Serie SMY, visto che era costituita solo da una torpedo a 6 posti e da una faux-cabriolet a 5 o 6 posti e a 4 porte.
Anche la gamma dei motori era più ristretta, e comprendeva solo le due unità da 1.7 e 2.0 litri a "semi-testate" già montati sulla Serie SMY. La Serie SGM fu prodotta fino al 1929.

### Serie FO
Lanciata nel 1928, la Serie FO era costituita da modelli di fascia alta e di lusso. La gamma delle loro cilindrate spaziava dai 2 ai 4.1 litri.
La Serie FO utilizzava un telaio di dimensioni maggiorate rispetto al telaio della Serie SGM, e che arrivava a 2,99 m di passo.
I modelli facenti parte di questa serie erano disponibili però in sole due configurazioni di carrozzeria, vale a dire cabriolet e faux cabriolet a 4 porte.
Le motorizzazioni erano cinque, alcune delle quali già utilizzate sulle Serie SMY ed SGM:
- 2.0: i due motori da due litri avevano le stesse caratteristiche dei motori utilizzati sulle Serie SMY e d SGM;
- 2.4: tale motore aveva una cilindrata di 2443 cm³ e sviluppava una potenza massima di 48 CV;
- 3.0: nuovo motore da 3016 cm³ e 55 CV di potenza massima;
- 4.1: altro nuovo motore da 4059 cm³ e 67 CV di potenza massima. Questa versione era anche nota con il nome di Type CFO.

La trasmissione ricalcava quella delle altre due serie contemporanee, tranne per il fatto che in opzione si poteva avere un cambio a 4 marce con innesti silenziosi.
Le velocità massime variavano tra i 90 ed i 130 km/h a seconda del motore e del tipo di carrozzeria.
La Serie FO fu tolta di produzione nel 1930.

### Serie FON
La Serie FON fu introdotta nel 1929 e consisteva nella Serie FO ulteriormente allungata nel passo, il quale salì così a 3,15 m. I suoi modelli erano tra le più imponenti Mathis mai costruite.
La gamma motoristica ricalcava quella della Serie FO, tranne che per l'assenza delle motorizzazioni da 2 litri. Il cambio era ad innesti silenziosi e poteva essere a tre o quattro marce e a richiesta poteva montare il dispositivo della "ruota libera", che sbloccava il motore dalla trasmissione in fase di rilascio dell'acceleratore.
L'impianto frenante, che fino a quel momento era di tipo meccanico, divenne idraulico, tranne che sulle versioni da 2.4 litri.
Le carrozzerie disponibili erano tre, ossia: berlina, limousine e faux-cabriolet.
Le velocità massime spaziavano tra i 100 ed i 130 km/h a seconda del motore e del tipo di carrozzeria.
La Serie FON fu tolta di produzione nel 1933.

### Serie SMN
Questa serie, lanciata nel 1930, sostituì la Serie FO, della quale riprese quasi tutte le motorizzazioni, tranne quella da 4.1 litri. L'unica motorizzazione da 2 litri, invece era del tipo a testata unica ed era il 1991 cm³ già visto su altre serie della gamma Emy-6.
Le motorizzazioni erano quindi tre: da 2, 2.4 e 3 litri. Anche la trasmissione ricalcava quella della Setie FO, con l'unica differenza di poter avere anche il dispositivo della "ruota libera".
La velocità massima era compresa tra i 90 ed i 120 km/h, a seconda del motore e del tipo di carrozzeria scelto, la quale poteva essere berlina o faux-cabriolet.
La Serie SMN fu tolta di produzione nel 1933.

### Serie SY
Lanciata nel 1932, la Serie SY comprendeva un'unica motorizzazione da 2288 cm³, in grado di erogare 56 CV. La Serie SY utilizzava un nuovo telaio da 2.97 m di passo, ed era disponibile come cabriolet, faux cabriolet e come berlina normale o aerodinamica. Quest'ultima versione fu denominata Dynamic. A seconda del tipo di carrozzeria, la velocità massima poteva variare tra i 110 ed i 125 km/h.
La trasmissione era identica a quella della Serie FO e così pure l'impianto frenante.

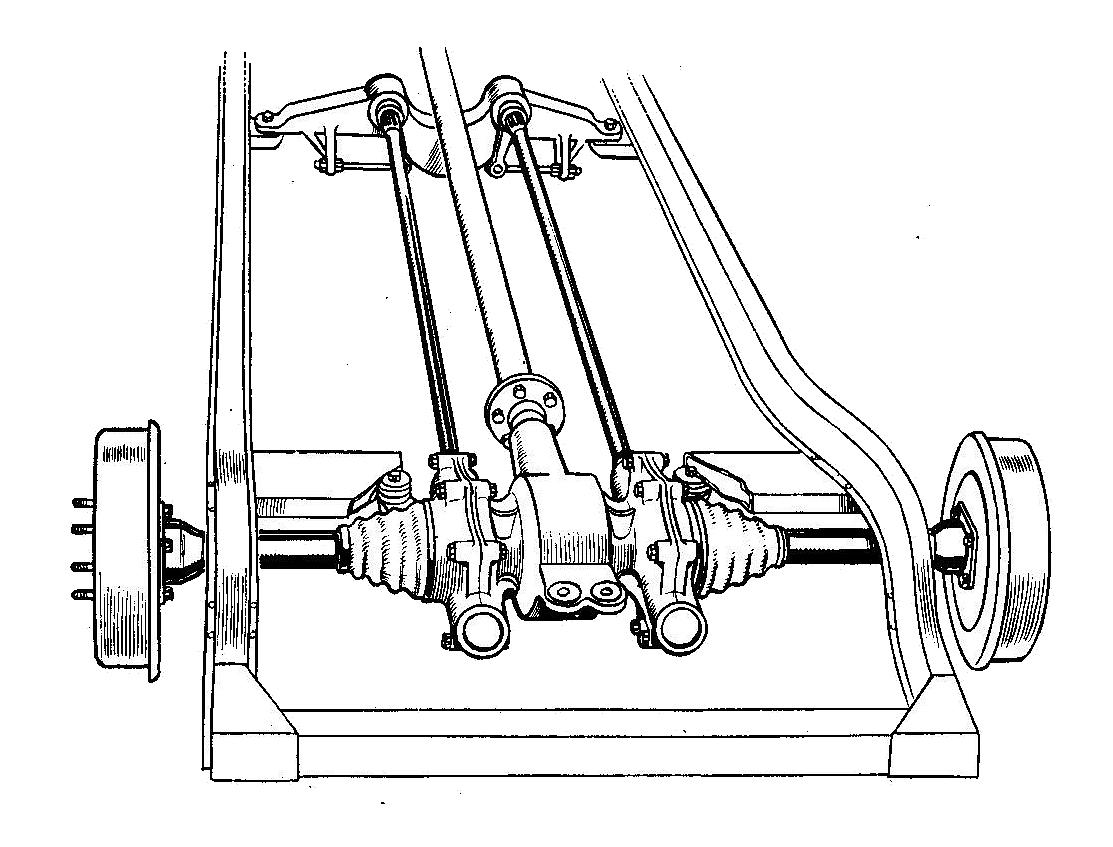
Sospensione a barra di torsione di una Mathis EMY6 del 1935

Le sospensioni prevedevano l'avantreno a ruote indipendenti ed il retrotreno ad assale rigido, ma a partire dalla fine del 1933 si poteva avere una Emy-6 SY anche con retrotreno a ruote indipendenti. Tale versione era detta Quadruflex.
La Serie SY fu prodotta fino al 1934.

### Serie FOS
Questa nuova serie introdotta alla fine del 1933 rappresentava la Serie SY a passo lungo, e nacque dalla combinazione tra il telaio della Serie FON e il motore da 2.3 litri della Serie SY. Anche il resto della meccanica riprendeva quanto già visto sulla Serie SY. L'unica differenza stava nel cambio, che come nella Serie SY era ad innesti silenziosi ed opzionalmente a "ruota libera", ma era esclusivamente a 4 marce.
Ultima serie della Emy-6 ad essere introdotta, la Serie FOS era disponibile unicamente come limousine e fu tolta di produzione alla fine dell'estate del 1934.